# Tu cara me suena
Tu cara me suena è un programma televisivo spagnolo in onda sull'emittente Antena 3 dal 28 settembre 2011 e condotto da Manel Fuentes. La versione italiana è intitolata Tale e quale show ed è condotta da Carlo Conti.

## Il programma
Il talent prevedeva inizialmente una gara fra otto vip, impegnati nell'imitazione di personaggi celebri del mondo della canzone, attraverso la reinterpretazione dei brani di questi ultimi. A partire dalla seconda edizione gli artisti partecipanti sono saliti a nove. Al termine dell'esibizione, questi vengono sottoposti al giudizio di una giuria di quattro persone, formata attualmente da Carlos Latre, Ángel Llácer, Lolita Flores e Chenoa.

## Edizioni
| Edizione | Periodo           | Periodo          | Puntate | Concorrenti | Conduzione    | Giuria       | Giuria       | Giuria         | Giuria             | Vincitore        | Secondo         | Terzo              | Audience       | Audience |
| Edizione | Inizio            | Fine             | Puntate | Concorrenti | Conduzione    | Giuria       | Giuria       | Giuria         | Giuria             | Vincitore        | Secondo         | Terzo              | Telespettatori | Share    |
| -------- | ----------------- | ---------------- | ------- | ----------- | ------------- | ------------ | ------------ | -------------- | ------------------ | ---------------- | --------------- | ------------------ | -------------- | -------- |
| 1ª       | 28 settembre 2011 | 30 novembre 2011 | 10      | 8           | Manel Fuentes | Carlos Latre | Ángel Llácer | Mónica Naranjo | Carolina Cerezuela | Angy Fernández   | Santiago Segura | Julio Iglesias Jr. | 2.915.000      | 18,9%    |
| 2ª       | 1º ottobre 2012   | 11 febbraio 2013 | 16      | 8           | Manel Fuentes | Carlos Latre | Ángel Llácer | Mónica Naranjo | Carolina Cerezuela | Roko             | Daniel Diges    | Arturo Valls       | 3.355.000      | 22%      |
| 3ª       | 24 ottobre 2013   | 27 marzo 2014    | 19      | 9           | Manel Fuentes | Carlos Latre | Ángel Llácer | Mónica Naranjo | Marta Sánchez      | Edurne           | Melody          | Xuso Jones         | 2.809.000      | 19,9%    |
| 4ª       | 18 settembre 2015 | 29 gennaio 2016  | 17      | 9           | Manel Fuentes | Carlos Latre | Ángel Llácer | Lolita Flores  | Shaila Dúrcal      | Ruth Lorenzo     | Edu Soto        | Pablo Puyol        | 3.215.000      | 22,3%    |
| 5ª       | 7 ottobre 2016    | 3 marzo 2017     | 18      | 9           | Manel Fuentes | Carlos Latre | Ángel Llácer | Lolita Flores  | Chenoa             | Blas Cantó       | Rosa López      | Lorena Gómez       | 3.288.000      | 23,6%    |
| 6ª       | 29 settembre 2017 | 2 marzo 2018     | 20      | 9           | Manel Fuentes | Carlos Latre | Ángel Llácer | Lolita Flores  | Chenoa             | Miquel Fernández | Lucía Gil       | Fran Dieli         | 2.198.000      | 16,9%    |
| 7ª       | 28 settembre 2018 | 8 febbraio 2019  | 20      | 9           | Manel Fuentes | Carlos Latre | Ángel Llácer | Lolita Flores  | Chenoa             | María Villalón   | Carlos Baute    | Soraya Arnelas     | 2.610.000      | 20,2%    |
| 8ª       | 10 gennaio 2020   | 8 gennaio 2021   | 17      | 10          | Manel Fuentes | Carlos Latre | Ángel Llácer | Lolita Flores  | Chenoa             | Jorge González   | Nerea Rodríguez | Cristina Ramos     |                |          |
| 9ª       | 5 novembre 2021   | 4 marzo 2022     | 15      | 10          | Manel Fuentes | Carlos Latre | Ángel Llácer | Lolita Flores  | Chenoa             | Agoney           | Nia Correia     | María Paláe        |                |          |
| 10ª      | 24 marzo 2023     | 21 luglio 2023   | 16      | 9           | Manel Fuentes | Carlos Latre | Ángel Llácer | Lolita Flores  | Chenoa             | Miriam Rodríguez | Andrea Guasch   | Merche             |                |          |

## Concorrenti
- Prima edizione: Angy Fernández, Santiago Segura[2], Julio Iglesias, Jr., Sylvia Pantoja, Toñi Salazar, Josema Yuste, Carolina Ferre, Francisco,
- Seconda edizione: Roko, Daniel Diges, Arturo Valls, María del Monte, Santiago Segura[2], Anna Simon, Ángeles Muñoz, Camela, Javier Herrero, Los Pecos,
- Terza edizione: Edurne, Melody Ruiz, Xuso Jones, Llum Barrera, Florentino Fernández, José & Juan Salazar[3], Santi Rodríguez, José Manuel Soto, Ángela Carrasco,
- Quarta edizione: Ruth Lorenzo, Edu Soto, Pablo Puyol, Ana Morgade, Adrián Rodríguez, Falete, Silvia Abril, Miguel Ángel Rodríguez «El Sevilla», Vicky Larraz,
- Quinta edizione: Blas Cantó, Rosa López, Lorena Gómez, Beatriz Luengo, Canco Rodríguez, Esther Arroyo, Juan Muñoz, David Guapo, Yolanda Ramos.
- Sesta edizione: Miquel Fernández, Lucía Gil, Fran Dieli, Diana Navarro, Raúl Pérez, Pepa Aniorte, Lucía Jiménez, La Terremoto de Alcorcón, David Amor.
- Settima edizione: María Villalón, Carlos Baute, Mimi Doblas, Jordi Coll, Brays Efe, Anabel Alonso, Manu Sánchez, José Corbacho.
- Ottava edizione: Belinda Washington, Cristina Ramos, Daniel & Jesús Oviedo[4], Jorge González, María Isabel, Mario Vaquerizo, Sergio Fernández Meléndez, Nerea Rodríguez, Rocío Madrid.
- Nona edizione: Agoney, NIA, María Peláe, Eva Soriano, Rasel Abad, Loles León, Lydia Bosch, David Fernández Ortiz, César Cadaval, Jorge Cadaval
- Decima edizione: Miriam Rodríguez, Andrea Guasch, Merche, Jadel, Alfred García, Anne Igartiburu, Josie, Susi Caramelo, Agustín Jiménez

## Spin-Off

### Tu cara me suena mini
È la versione per bambini e ragazzi di Tu cara me suena, dove otto bambini/ragazzi di età dai 6 ai 14 imitano un artista nei movimenti e nella canzone, aiutati da personaggi famosi, principalmente partecipanti alla versione adulta del programma.

#### Edizioni
| Edizione | Periodo           | Periodo          | Puntate | Concorrenti | Conduzione    | Giuria       | Giuria       | Giuria         | Quarto giurato   | Primo                       | Secondo                  | Terzo                             | Telespettatori | Share |
| -------- | ----------------- | ---------------- | ------- | ----------- | ------------- | ------------ | ------------ | -------------- | ---------------- | --------------------------- | ------------------------ | --------------------------------- | -------------- | ----- |
| 1ª       | 11 settembre 2014 | 20 novembre 2014 | 11      | 8           | Manel Fuentes | Carlos Latre | Ángel Llácer | Mónica Naranjo | David Bustamante | Abril Montmany & Xuso Jones | Nayra Gomar & Anna Simon | Julia Gonçalves & Santiago Segura | 2 128 000      | 15,3% |

## Il videogioco
Il 4 ottobre 2018, è stato annunciato che un videogioco musicale basato sul programma, intitolato Tu cara me suena: El videojuego, è stato sviluppato dallo studio spagnolo WildSphere in collaborazione con i produttori del formato, Atresmedia e Gestmusic, in esclusiva per PlayStation 4 ed è stato rilasciato a Natale del 2018.

## Tu cara me suenanel mondo
Fin dal suo esordio in Spagna nel settembre 2011, il format ha visto realizzare più di 40 versioni nazionali dello show in giro per il mondo (al 2016). L'unico paese premiato per le 10 edizioni prodotte è stata la versione Romena nel 2016.

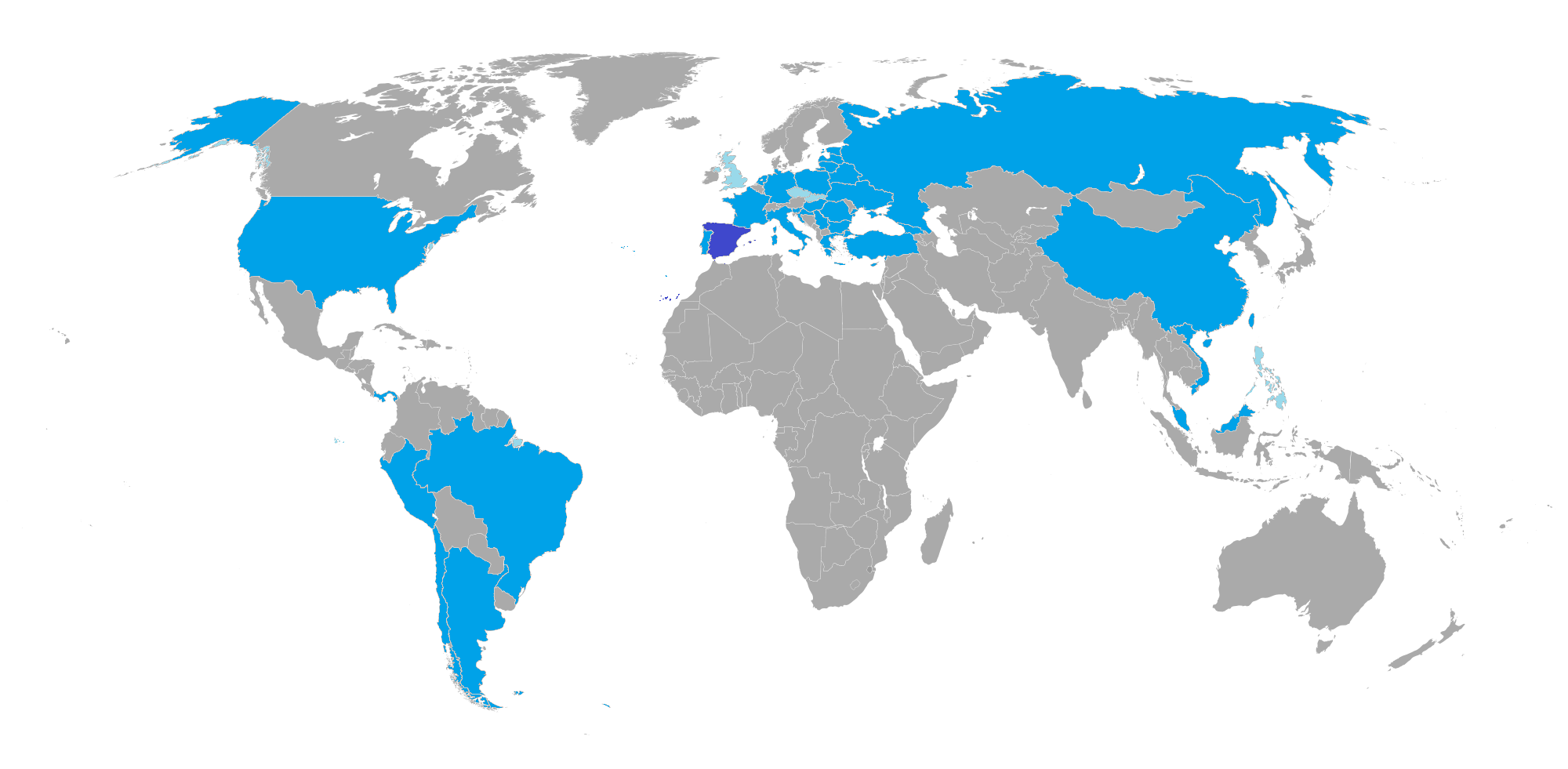
Paesi in cui è presente un adattamento nazionale di Tale e quale show.
Blu scuro: paese d'origine del format (Spagna).
Azzurro: paesi con una propria versione nazionale.
Celeste: paesi con una versione che coinvolge più nazioni.

- Albania: Your Face Sounds Familiar
- Argentina: Tu Cara Me Suena
- Brasile: Esse Artista Sou Eu
- Bielorussia: Як дзве кроплі (Yak Dvi krapli)
- Bulgaria: Като две капки вода (Kato dve kapki voda)
- Colombia: Tu Cara Me Suena
- Costa Rica: Tu Cara Me Suena
- Cile: Tu Cara Me Suena
- Cina: 百变大咖秀 (Bǎi biàn dà kā xiù)
- Rep. Ceca: Tvoje tvář má známý hlas
- Croazia: Tvoje lice zvuči poznato
- Estonia: Su nägu kõlab tuttavalt
- Filippine: Your Face Sounds Familiar
- Francia: Un air de star
- Georgia: ერთი ერთში (Erti Ertshi)
- Germania: Sing wie dein Star
- Grecia /  Cipro: Your Face Sounds Familiar
- Indonesia: Sing Like A Star
- Italia: Tale e quale show
- Lettonia: Izklausies redzēts
- Lituania: Muzikinė kaukė
- Messico: Soy tu doble
- Mongolia: Яг түүн шиг
- Paesi Bassi: Your Face Sounds Familiar
- Panama: Tu Cara Me Suena
- Perù: Tu Cara Me Suena
- Polonia: Twoja twarz brzmi znajomo
- Portogallo: A Tua Cara não me é Estranha
- Regno Unito: Your Face Sounds Familiar
- Romania: Te cunosc de undeva
- Russia: Один в один! (Odin v odin!)
- Ex-Jugoslavia (esclusi Croazia, Slovenia e Kosovo): Tvoje lice zvuči poznato (Serbo/Bosniaco Твоје лице звучи познато, Macedone: Твоето лице звучи познато)
  -  Serbia
  -  Bosnia ed Erzegovina
  -  Macedonia del Nord
  -  Montenegro
- Slovacchia: Tvoja tvár znie povedome
- Slovenia: Znan obraz ima svoj glas
- Spagna: Tu Cara Me Suena (format originale)
- Stati Uniti: Sing Your Face Off
- Turchia: Benzemez Kimse Sana
- Ucraina: ШОУМАSТГОУОН (SHOWMUSTGOON), Як дві краплі (Yak dvi krapli)
- Ungheria: Sztárban sztár
- Vietnam: Gương mặt thân quen

## Premi
- Premios Iris 2017
  - Mejor programa
- Premios Iris 2012
  - Mejor programa de entretenimiento
  - Mejor equipo maquillaje, peluquería y caracterización
- Premios Iris 2011
  - Mejor equipo maquillaje, peluquería y caracterización
- Premios Antena de Oro 2012
  - Mejor Presentador Manel Fuentes
- Frapa Awards 2012 Mejor Concurso Reality del Mundo
- FesTVal de Televisión y Radio De Vitoria 2013 Al más Divertido
- Premios Neox Fan Awards 2014 Al Programón
- Premio Ondas 2015
  - Mejor programa de entretenimiento
- FesTVal de Televisión y Radio De Vitoria 2016 Al mejor programa de entretenimiento
- Premio Juan Ramon Mainat 2016: Manel Fuentes
- Premio FAPAE 2016
- Premio Aquí TV Mejor Talent Show 2016/2017
- Premios Iris 2017 al Mejor programa de entretenimiento